# Pflegeproblem
Ein Pflegeproblem ist eine Einschränkung der Selbstständigkeit eines Pflegebedürftigen in einem oder mehreren Lebensbereichen (vgl. Modell der fördernden Prozesspflege). Wenn der Betroffene diese nicht kompensieren kann, ist eine pflegerische Intervention erforderlich.
Kompensation kann durch Beratung, Anleitung, Unterstützung oder teilweiser oder vollständiger Übernahme erfolgen. Die Pflegemaßnahmen können auch kombiniert werden. In der dazugehörigen Pflegeplanung werden nur pflegerische Probleme berücksichtigt, medizinische und allgemeinmenschliche Probleme werden nicht berücksichtigt. Die Pflegeprobleme stellen den zweiten Schritt der Pflegeplanung dar. In manchen Ländern wird dieser Schritt mit einer Pflegediagnose abgedeckt.

## Einteilung der Pflegeprobleme
- Aktuelle Pflegeprobleme: Probleme die eine sofortige Intervention erfordern. Die können durch Patientenbeobachtung, Äußerungen oder objektive Messungen festgestellt werden.
- Potentielle Pflegeprobleme: Risikofaktoren, die nach Erfahrung und Fachwissen der Pflegekraft ohne Maßnahmen zu einem Pflegeproblem werden können
- Verdeckte/Vermutete Pflegeprobleme: Probleme, die durch das beobachtete Verhalten auftreten.
- Generelle Pflegeprobleme: Probleme die allgemeine Gültigkeit haben und durch Pflegewissen und mittels Pflegestandards beurteilt werden.
- Individuelle Pflegeprobleme: Probleme die aus einer Lebenssituation oder einer Erkrankung bei einem Patienten individuell auftreten.

Dokumentiert sollen Pflegeprobleme im PESR-Format; Problem (Was?), Einflussfaktoren (Warum?), Symptome (Wie?), Ressourcen.